# Popis nepriznatih država
██ Ne priznaje nijedna država
██ Priznaju samo države koje nisu članice UN-a
██ Priznaje barem jedna članica UN-a
██ Članice UN-a koje barem jedna članica ne priznaje
Ovo je popis država koje nisu međunarodno priznate ili su ih priznale samo neke države, odnosno popis država koje nisu članice Organizacije ujedinjenih naroda i koje Republika Hrvatska ne priznaje.

## Nepriznate države koje imaju kontrolu nad svojim teritorijem
- Pridnjestrovlje (Moldavija), proglašeno 1990.
- Somaliland (Somalija), proglašena 1991.

## Nepriznate države koje imaju djelomičnu kontrolu nad svojim teritorijem
- Islamski emirat Waziristan (Pakistan), proglašen 2006.
- Tamil Eelam (Šri Lanka)

## Priznaje više država, imaju kontrolu nad svojim teritorijem
- Abhazija (Gruzija), proglašena 1999. – priznaje 5 članica UN-a, uključujući Rusiju
- Južna Osetija (Gruzija), proglašena 1991. – priznaje 5 članica UN-a, uključujući Rusiju
- Republika Kina (Kina), bio član UN-a do 1971. – priznaje 12 članica UN-a i Sveta Stolica
- Sjeverni Cipar (Cipar), proglašen 1983. – priznaje Turska

## Priznaje više država, imaju djelomičnu kontrolu nad svojim teritorijem
- Saharska Arapska Demokratska Republika (Maroko), proglašena 1976. – priznaje 46 članica UN-a (priznalo je ukupno 84 članice UN-a uključujući SFR Jugoslaviju 1984., ali je priznanje poništilo ili suspendiralo 38 članica UN-a uključujući Srbiju i Crnu Goru 2004.)

## Priznaje više država, pod vojnom okupacijom
- Palestina (Izrael), proglašena 1988. – priznaje 139 članica UN-a

## Države koje ne priznaju sve članice UN-a
Države koje su članice Organizacije ujedinjenih naroda (s izuzetkom Kosova) i Republika Hrvatska ih priznaje, ali pojedine ih članice UN-a ne priznaju.
- Armenija – ne priznaje Pakistan
- Cipar – ne priznaje Turska
- Izrael – ne priznaje 28 članica UN-a
- Južna Koreja – ne priznaje Sjeverna Koreja
- NR Kina – ne priznaje 12 članica UN-a
- Kosovo – ne priznaje 91 članica UN-a (podrobniji članak o temi: Međunarodno priznanje Kosova)
- Sjeverna Koreja – ne priznaje Južna Koreja

## Unutarnje poveznice
- Popis država